# Saison AFL 1961
La saison AFL 1961 est la 2e saison de l'American Football League (football américain). Elle voit le sacre des Houston Oilers.

## Classement général
| Conférence Est  |      |      |      |        |          |            |
| Franchise       | Vic. | Déf. | Nuls | % vic. | Pts pour | Pts contre |
| Houston Oilers  | 10   | 3    | 1    | .769   | 513      | 242        |
| Boston Patriots | 9    | 4    | 1    | .692   | 413      | 313        |
| New York Titans | 7    | 7    | 0    | .500   | 301      | 390        |
| Buffalo Bills   | 6    | 8    | 0    | .429   | 294      | 342        |

| Conférence Ouest   |      |      |      |        |          |            |
| Franchise          | Vic. | Déf. | Nuls | % vic. | Pts pour | Pts contre |
| San Diego Chargers | 12   | 2    | 0    | .857   | 396      | 219        |
| Dallas Texans      | 6    | 8    | 0    | .429   | 334      | 343        |
| Denver Broncos     | 3    | 11   | 0    | .214   | 251      | 432        |
| Oakland Raiders    | 2    | 12   | 0    | .143   | 237      | 458        |

## Finale AFL
- 24 décembre 1961, à San Diego devant 29 556 spectateurs, Houston Oilers 10 - San Diego Chargers 3